# Albert Tomàs
Albert Tomàs Sobrepera (Barcelona, España, 19 de diciembre de 1970) es un exfutbolista español que se desempeñaba como defensa central y su último equipo fue el C. E. Sabadell F. C. de la Segunda División de España B.

## Trayectoria
Cantera del FC Barcelona
Comenzó en los benjamines del Barça cuando solo tenía 8 años. A medida que iba creciendo iba pasando por las categorías inferiores del FC Barcelona hasta que llegó al FC Barcelona "B" allí consiguió convencer al entrenador de que podría llegar a jugar como profesional y estuvo a punto de ir convocado para la final de la Liga de Campeones de la UEFA del año 1992, de la cual es campeón.
UE Lleida
Al no gozar de muchas oportunidades con el primer equipo del FC Barcelona se fue al UE Lleida para poder seguir con su carrera como futbolista profesional. Allí consiguió adapatarse bien al juego del UE Lleida y tuvo muy buenas actuaciones con el conjunto leridano, sin embargo manifestó no quedarse la siguiente campaña.
Albecete Balompié
Ya que les informó a los dirigentes del UE Lleida de querer marcharse del equipo al finalizar la campaña, al terminar la temporada ese mismo verano se anunció su fichaje por el Albacete Balompié para las siguientes tres temporadas.
C.D. Toledo
Luego de su paso por el UE Lleida y el Albacete Balompié el entrenador del Albacete Balompié le ofreció un hueco en su plantilla, ya que anteriormente le había visto jugar y le gustaba su estilo de juego, en ese equipo coincidió con el exfutbolista y el actual técnico del Paris Saint Germain Unai Emery donde los dos mantenían muy buena relación y se entendían muy buen dentro y fuera del campo.
Vissel Kobe
Luego de jugar en varios clubes de España se marchó al Vissel Kobe de J1 League donde tuvo muy buenas actuaciones y consiguió marcar un gol en la última jornada que dio al equipo la permanencia en primera división. Su apodo era Kikancha Tomàs que significa tren Tomàs. És un ídolo porque dio la permanencia al equipo.
Levante
Luego de que el entrenador no contara con él para la siguiente campaña el jugador había recibido varias ofertas de clubes españoles y el propio también quería volver a España así que fichó por el Levante UD.
Gimnàstic de Tarragona
Luego de estar dos años en el Levante UD  se desvincula del club para fichar por el Nàstic.
C.E. Sabadell
Ya en el tramo final de su carrera ficha por el CE Sabadell  por una temporada en la que tuvo pocas actuaciones ya que las lesiones le impedirían seguir regularmente con la temporada.

## Retirada
Al terminar la temporada con CE Sabadell  a los 33 años decidió colgar las botas ya que las lesiones le impedian seguir con su carrera profesional. Al año siguiente el CE Sabadell  le ofreció un cargo de Director Técnico lo cual estaría con el club un año más, eso si fuera de los terrenos de juego.

### Como entrenador
Empezó su trayectoria de entrenador en la U.E. Vilassar de Mar en el Cadete A de División de Honor la temporada 2011/12 al acabar la temporada no siguió en el equipo de entrenador y pasó a ser el entrenador del Alevín A de Primera División, en el que se marchó en enero de 2013 por los malos resultados del equipo.

## Clubes

### Como jugador
| Club                   | País   | Año        |
| ---------------------- | ------ | ---------- |
| Barcelona Aficionados  | España | 1988-1990  |
| F. C. Barcelona "B"    | España | 1990-1993  |
| U. E. Lleida           | España | 1993-1994  |
| Albacete Balompié      | España | 1994- 1997 |
| C. D. Toledo           | España | 1997-1998  |
| Vissel Kobe            | Japón  | 1998-1999  |
| Levante U. D.          | España | 1999-2001  |
| Gimnàstic de Tarragona | España | 2001-2002  |
| C. E. Sabadell F. C.   | España | 2003-2004  |

### Como entrenador
| Club                  | País   | Año       |
| --------------------- | ------ | --------- |
| U. E. Vilassar de Mar | España | 2011-2013 |